# Ougarta
Ougarta ou Lougarta est une oasis algérienne et un village de la commune de Béni Abbès, situé à 50 km au sud-ouest de cette dernière et à 250 km environ au sud de Béchar, chef-lieu de la wilaya. La population d'Ougarta est d'environ 250 habitants.

## Géographie
Le village a donné son nom à la chaîne montagneuse d'Ougarta. Le village se situe sur le bord nord-est de la chaîne à une altitude moyenne de 400 m.
Cette oasis est alimentée en eau par une foggara dont l'eau est fortement chargée en alun (KAl(SO4)2, 12 H2O).

## Histoire
La station préhistorique d'Ougarta est découverte par Paul Fitte en décembre 1946. Pour ne pas retarder la diffusion de ses découvertes, Fitte a fait appel à quelques chercheurs pour l'aider dans cette tâche dont André Vinot.
Le ksar d'Ougarta jouxte le cimetière et son marabout. Ougarta est un ancien centre de transit pour les caravanes qui font la route vers le sud. Il servait aussi de lieu de détention durant la période coloniale.